# رياض حداد
رياض محمد حداد. سفير سوريا في روسيا الاتحادية منذ عام 2011.

## نشأته
من مواليد 1954

## مناصبه
شغل اللواء السابق رياض محمد حداد، وهو من مواليد 1954، مناصب مختلفة في وزارة الدفاع السورية، لعل أهمها منصب إدارة الشؤون السياسية في الجيش. كما أنه مقرّب من العميد ماهر الأسد، شقيق الرئيس السوري، وهذا يفسّر تصدّيه الدائم، ومن خارج منصبه وصلاحياته، لكل شائعة أو خبر أو حادثة، تتعلق بالفرقة الرابعة.. حتى إنه كان يفسر بعض التفاصيل العسكرية المتعلقة بالفرقة الرابعة، وهو في موسكو ممارساً عمله سفيرا فوق العادة.